# Nicola Caricola
Nicola Caricola (ur. 13 lutego 1963 w Bari) – włoski piłkarz, grający na pozycji obrońcy.

## Kariera piłkarska

### Kariera klubowa
Wychowanek klubu Bari, w barwach którego w 1981 rozpoczął karierę piłkarską. W latach 1983–1987 bronił barw Juventusu, z którym dwukrotnie zdobył mistrzostwo Włoch. Potem występował w Genoi. W 1994 został zaproszony do Torino, ale wkrótce wrócił do Genoi. W 1995 wyjechał do USA, gdzie został piłkarzem N.Y. MetroStars, w którym po dwóch latach zakończył karierę piłkarską.

### Kariera reprezentacyjna
Od 1982 do 1984 roku występował w młodzieżowej reprezentacji Włoch.

## Sukcesy i odznaczenia

### Sukcesy klubowe
Juventus
- mistrz Włoch: 1983/84, 1985/86
- zdobywca Pucharu Zdobywców Pucharów: 1983/84
- zdobywca Superpucharu UEFA: 1984
- zdobywca Pucharu Mistrzów UEFA: 1984/85

Genoa
- mistrz Serie B: 1988/89